# Diezma
Diezma – gmina w Hiszpanii, w prowincji Grenada, w Andaluzji, o powierzchni 42,09 km². W 2011 roku gmina liczyła 775 mieszkańców. Gmina znajduje się około 40 km od stolicy.